# スタブ (回路)
電気工学におけるスタブ (Stub) とは、高周波回路において伝送線路に並列に接続される分布定数線路である。名称は、伝送線路から枝分かれしている様子が切り株 (Stub) のように見えることによる。
分布定数線路では終端負荷と線路長の波長に対する比により、入力端から見たインピーダンスが容量性（キャパシティブ）に機能したり誘導性（インダクティブ）に機能したりするため、高周波回路でインピーダンスマッチングをおこなうための容量負荷（コンデンサ）や誘導負荷（コイル）の代わりとして用いられる。
終端負荷の種類により、先端が開放しているものはオープンスタブ (Open stub)、先端が短絡しているものはショートスタブ (Short stub) と呼ぶ。
実装上の観点においては、低い周波数では形状が大きくなることから、数ギガヘルツ以上のプリント基板上に構成されることが多い。また、アマチュア無線家のアンテナ製作で、マッチングを取るための方法として知られている。